# الطريق الوطنية رقم 11 (المغرب)
الطريق الوطنية رقم 11 هي طريق وطنية تربط بين سطات وأكادير، ويبلغ طولها الإجمالي 404 كلم.

## الفروع
- الطريق الوطنية 11 أ <> N11 A من أكادير إلى مدخل الطريق السيار أكادير - مراكش، بطول 40 كلم.